# Poecilostreptus
Poecilostreptus — рід горобцеподібних птахів родини саякових (Thraupidae). Представники цього роду мешкають в Мексиці, Центральній і Південній Америці. Раніше їх відносили до роду Танагра (Tangara), однак за результатами молекулярно-генетичного дослідження, яке показало поліфілітичність цього роду, вони були переведені до новоствореного роду Poecilostreptus.

## Види
Виділяють два види:
- Танагра лазурова (Poecilostreptus cabanisi)
- Танагра еквадорська (Poecilostreptus palmeri)

## Етимологія
Наукова назва роду Poecilostreptus походить від сполучення слів дав.-гр. ποικιλος — строкатий, цяткований і στρεπτος — комір, нашийник.